# Luisito Bianchi
Luisito Bianchi (Vescovato, 23 maggio 1927 – Melegnano, 5 gennaio 2012) è stato un presbitero, missionario e romanziere italiano.

## Biografia
Nel 1950 fu ordinato sacerdote, sollecitato a una simile scelta dall'esempio e dalla predicazione di don Primo Mazzolari.
Si laureò all'Università Cattolica del Sacro Cuore di Milano con Francesco Alberoni, discutendo una tesi sui contadini della Val Padana.
Fu insegnante nel seminario vescovile di Cremona e poi missionario in Belgio.
Nel 1964 divenne viceassistente delle Acli nazionali a Roma e assistente delle Acli cremonesi.
Nel 1968 abbandonò la carica per diventare operaio turnista ai forni per il biossido di titanio della Montecatini di Spinetta Marengo (provincia di Alessandria), mosso dal desiderio di vivere in forma radicale la povertà e la gratuità del ministero ordinato.
Fu anche inserviente nell'Ospedale Galeazzi, da cui si licenziò per seguire la madre ammalata; al suo capezzale cominciò a scrivere il suo romanzo più famoso, allora intitolato semplicemente Una Resistenza.
In seguito, e per molti, anni fu cappellano delle benedettine dell'Abbazia di Viboldone, a San Giuliano Milanese.

### Scritti
Tra le sue opere, si ricordano Salariati, uno studio sociologico sulle condizioni di lavoro nelle cascine cremonesi; Come un atomo sulla bilancia, il resoconto dei tre anni come operaio alla Montecatini (l'intero diario venne pubblicato nel 2008 con il titolo I miei amici). In diversi testi è tornato sul tema della gratuità: Dialogo sulla gratuità, Gratuità tra cronaca e storia, Monologo partigiano sulla Gratuità (quest'ultimo è un abbozzo di storia della gratuità del ministero ecclesiale).
L'opera maggiore è un romanzo sulla resistenza, intesa non solo come momento storico ma soprattutto come ideale di vita ed espressione di gratuità: La messa dell’uomo disarmato. Rifiutato da più editori per la sua eccessiva lunghezza, venne stampato da amici nel 1989 e successivamente edito da Sironi solo nel 2002. Nel 2011, poche settimane prima della morte, ne è stato estratto un audiolibro su CD, con voci recitanti di Anna Goel e Roberto Marelli, musiche originali di Fabio Vacchi, Pietro Pirelli e Roberto Andreoni, e con un saggio di Mimmo Franzinelli.
L'ultima pubblicazione significativa fu la traduzione delle opere di san Giovanni della Croce (EDB, Bologna 2011).

## Opere principali
- Salariati, Ora Sesta, Roma 1968.
- Sfilacciature di fabbrica, 1970 (riediz. 2002).
- Come un atomo sulla bilancia, Morcelliana, Brescia 1972 (riediz. Sironi, Milano 2005).
- Dialogo sulla gratuità, Morcelliana, Brescia 1975 (riediz. Gribaudi, Milano 2004).
- Gratuità tra cronaca e storia, 1982.
- La messa dell'uomo disarmato, 1989 (riediz. Sironi, Milano 2003. CD audio 2011).
- In terra partigiana, Pro manuscripto 1992.
- Forse un'aia, Pro manuscripto 1993.
- Vicus Boldonis terra di marcite, Associazione Amici dell'Abbazia di Viboldone, Milano, 1993.
- Sulla decima sillaba l'accento, Pro manuscripto 1995.
- Parola tu profumi stamattina, Pro manuscripto 1999.
- Dittico vescovatino, Pro manuscripto 2001.
- Simon Mago, Pro manuscripto 2002.
- Monologo partigiano sulla Gratuità, Il Poligrafo, Padova 2004.
- C'era una volta Pasqua al mio paese. Piccole storie fra righe d'evangelo, Gribaudi, Milano 2006.
- I miei amici. Diari (1968-1970), Sironi, Milano 2008.
- Le quattro stagioni di un vecchio lunario, Sironi, Milano 2010.
- Il seminarista, Sironi, Milano 2013 (postumo)[2]